# 丙酸酐
丙酸酐是一种有机化合物，化学式 (CH3CH2CO)2O。 这种简单的酸酐是一种无色液体。  它在有机合成中是一种常用的试剂以及用于生产纤维素的特种衍生物。 

## 制备
工业上，丙酸酐是由丙酸加热脱水而成：
2 CH3CH2CO2H  →  (CH3CH2CO)2O  +  H2O
另一种方法是羰基化反应，由乙烯和丙酸在四羰基镍的催化下反应： 
CH2=CH2  + CH3CH2CO2H +  CO →  (CH3CH2CO)2O
丙酸酐也可以由丙酸和乙烯酮化合而成：
2 CH3CH2CO2H  +  CH2=C=O  →  (CH3CH2CO)2O  +  CH3CO2H

## 安全性
丙酸酐有很强烈的味道，并且有腐蚀性，接触皮肤可以导致燃烧。 丙酸酐气体可以烧掉眼睛和肺部。

## 合法性
由于丙酸酐在芬太尼和芬太尼类似物的合成中可能用作前体，因此丙酸酐被美国缉毒局列为I类化学品。 